# فیصل الدویش
فیصل بن سلطان الدویش (عربی: فیصل بن سلطان الدویش، زاده ۱۸۸۲ - درگذشته ۱۹۳۱) شیخ قبیله مطیر و یکی از رهبران گروه اخوان بود که به ابن سعود در اتحاد و یکپارچگی عربستان سعودی کمک کرد. الدویش فرماندهی حمله به نیروهای کویتی در نبرد حمض را که در ۱۶ مه ۱۹۲۰ رخ داد برعهده داشت. در ۱۰ اکتبر ۱۹۲۰، وی مجدداً به کویت حمله کرد که این جنگ به عنوان نبرد الجهراء شناخته می‌شود. وی در سال ۱۹۲۹ و در نبرد السبله مجروح شد و از عربستان فرار کرد و بعدها تسلیم انگلیسی‌ها در کویت شد. سلطان الدویش، توسط شاه عبدالعزیز بن سعود که قبلاً به او خدمت می‌کرد مورد عفو قرار گرفت، اما بعداً در ریاض زندانی شد و در سال ۱۹۳۱ در اثر بیماری آنوریسم درگذشت.